# Kosiczka łąkowa
Kosiczka łąkowa (Cerapteryx graminis) – gatunek motyla z rodziny sówkowatych.
Motyl o rozpiętości skrzydeł od 28 do 35 mm. Głowa z krótkimi głaszczkami wargowymi, a czułkami szczeciniastymi u samic i pierzastymi u samców. Ubarwienie głowy, tułowia i tła skrzydeł przednich brązowe. Na owym tle widoczne jaśniejsze plamki: nerkowata, okrągła i czopkowata – ta ostatnia w formie smugi. Na zewnętrznym polu ciemniejsze formy mają rząd czarnych plamek (zobacz wzór skrzydeł sówek). Tylne skrzydła brunatne z jaśniejszymi nasadami.
Gatunek holarktyczny, w Polsce pospolity. Gąsienice żerują na trawach. Dorosłe pojawiają się w dwóch pokoleniach, chętnie odwiedzają osty. 